# شبه مخفي
شبه مخفي (الاسم العلمي: Paracryphia)، جنس وحيد النوع Paracryphia alticola، شجرة صغيرة أو شجيرة تستوطن في كاليدونيا الجديدة تنتمي إلى فصيلة شبه مخفيات. أقرب أقاربه هو وتدي السداة.